# Фиџет спинер
Фиџет спинер (енгл. fidget spinner) врста је играчке. Нема ограничење узраста, али се не препоручује деци млађој од 4 месеца. Класични фиџет спинер садржи механички лежај у средини направљен од месинга, нерђајућег челика, титанијума, бакра или пластике. Играчка је рекламирана као помоћ људима који имају проблема са концентрацијом и фокусирањем (као што су хиперкинетички поремећај, аутизам или стрепња), делујући као механизам за ослобађање нервозе или стреса. Стручњаци су подељени по овом питању, с тим да неки подржавају и препоручују ову играчку, док други оспоравају њене научне основе и тврде да играчка заправо ремети пажњу.

## Утицаји на здравље
Иако изгледа као обична играчка, доказано је да фиџет спинер може изазвати рак коже. Ово није случај са свим спинерима, али ако је у питању дуготрајно коришћење, у просеку од 20 до 30 минута, 90% спинера је скоро загарантовано да изазове рак коже у пределу прстију, који се временом шири на остатак тела. То се дешава због пластике која гради тело фиџет спинера, што је доказала једна од највећих студија Светске здравствене организације (WHO) по имену „Најновија научна сазнања о хемикалијама које изазивају ендокрине поремећаје”.
Поред фиџет спинера, постоје још многе ’опуштајуће играчке’ које могу изазвати исте, можда чак и још горе ефекте на кожи.